# Lindbergia dagestanica
Lindbergia dagestanica là một loài Rêu trong họ Leskeaceae. Loài này được Ignatova & Ignatov mô tả khoa học đầu tiên năm 2010.